# Eduard von Jachmann
Eduard Karl Emanuel von Jachmann (2 de marzo de 1822, Danzig-21 de octubre de 1887, Oldenburgo) fue un vicealmirante prusiano.

## Origen
Sus padres fueron el consejero del gobierno prusiano Reinhold Bernhard Jachmann (16 de agosto de 1767-23 de septiembre de 1843) y su esposa Minna Elisabeth Schaaf.

## Biografía
Jachmann estudió en liceo de Marienwerder y se hizo a la mar como grumete. Después de terminar su formación como timonel en 1843, sirve en la corveta SMS Amazone de la marina prusiana en el Mediterráneo y a lo largo de las costas americanas. Promovido a teniente en 1845, Jachmann se convierte en primer oficial en 1846 y comandante de esta nave en marzo de 1848. Con un descanso entre diciembre de 1848 y marzo de 1849, como teniente de primera clase en el mar, permanecerá hasta octubre de 1849.
Entre 1849 y 1852, Jachmann comanda una flotilla de cañoneros en Stralsund durante la primera guerra de Schleswig. Después se convierte en jefe de servicio en el departamento naval del ministerio de la guerra prusiano en Berlín.
Como primer oficial, Jachmann participa en un viaje del SMS Gefion a América del Sur, las Antillas y América del Norte en 1853/54. Entre septiembre de 1853 y el 12 de octubre de 1853, comanda de nuevo el Amazone. Después es nombrado director en jefe del astillero naval de Danzig y capitán de corveta. En 1857, se convierte en director de un departamento del Almirantazgo recientemente creado. Después de su promoción al grado de capitán en 1859, comanda la fragata SMS Thétis durante una expedición a Asia oriental y China, de la que retorna en diciembre de 1862. A partir de entonces, se le confía la dirección de los asuntos de jefe de la estación naval del mar Báltico.
Durante la guerra de los ducados en 1864, Jachmann dirige las fuerzas navales del mar Báltico como jefe de la estación de mando del mar Báltico y es igualmente comandante de la corveta a vapor SMS Arcona. El 17 de marzo de 1864, dirige del lado prusiano la batalla naval de Jasmund (Rügen), después de la cual es nombrado contralmirante. Después de la guerra, pasa a ser jefe de la estación naval del mar Báltico en Kiel, y dirige igualmente el escuadrón de entrenamiento anual del mar del Norte y el mar Báltico. En 1867 asume la presidencia del Ministerio de la Marina y en 1868 es promovido a vicealmirante. A partir de 1867, es igualmente el representante prusiano del Consejo federal de la Confederación Alemana del Norte. Durante la guerra franco-prusiana de 1870/71, Jachmann es comandante en jefe en el mar del Norte.
Después de que Albrecht von Stosch fuera nombrado ministro de la Marina el 31 de diciembre de 1871, Jachmann toma su retiro. Es ennoblecido hereditariamente el 27 de noviembre de 1882. El puente Jachmann en Wilhelmshaven (tanto el viejo como el nuevo) lleva su nombre.

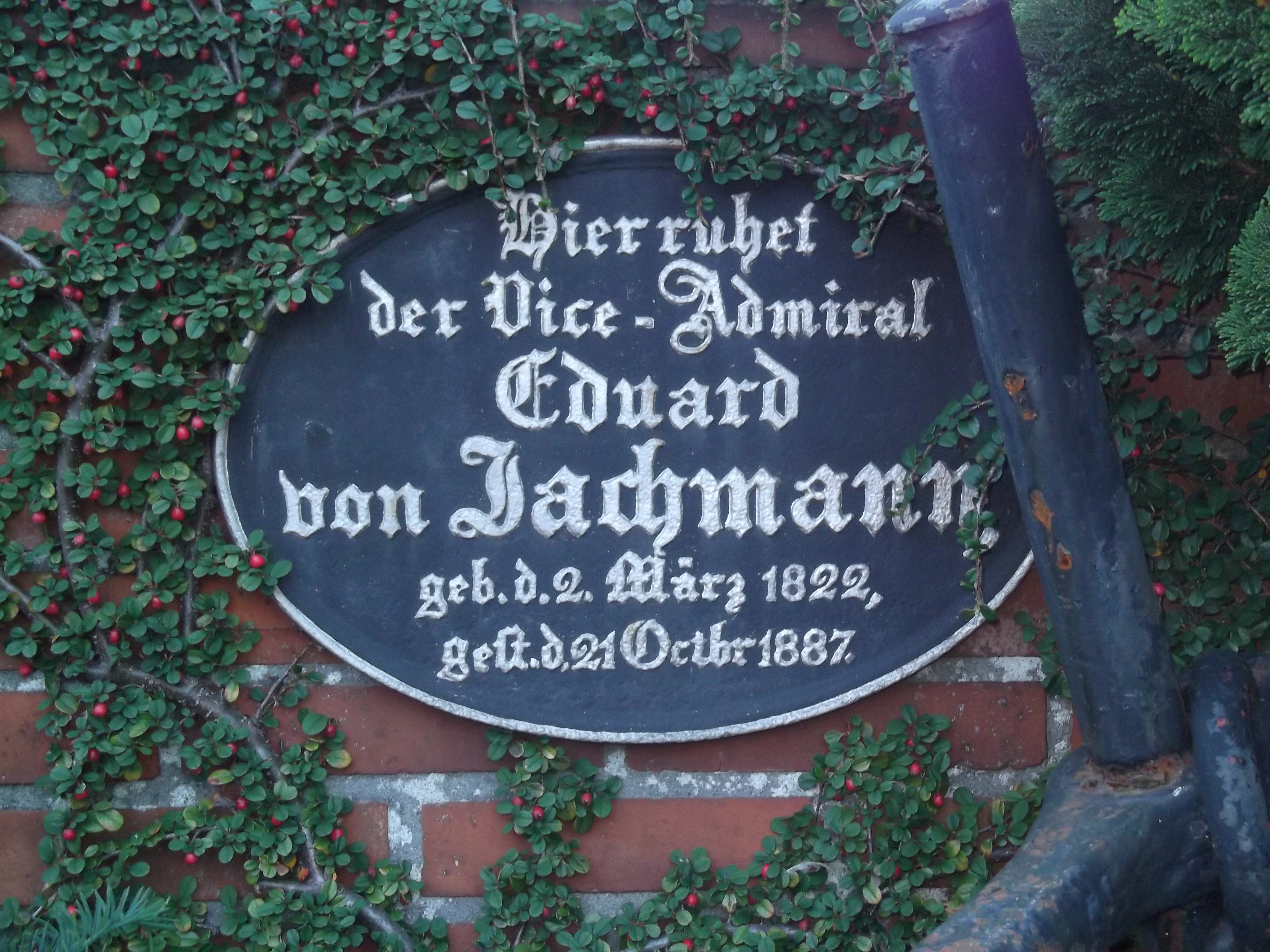
Placa sobre la lápida de la tumba del vicealmirante Eduard von Jachmann.

La tumba del almirante Jachmann se encuentra en el cementerio de la iglesia de la Trinidad en el barrio de Theosterburg en Oldenburgo. La noche de domingo de difuntos de 1964, la tumba fue profanada por presuntos ladrones de metal que primero derribaron la lápida y después intentaron retirar el ancla de encima de la tumba. Debido a su peso, los ladrones dejaron el ancla a 30 metros delante de la salida del cementerio, donde los fieles la encontraron al día siguiente. La tumba fue aparentemente restaurada el mismo día por miembros del "Marinevereins Oldenburg", que se ocupan de la tumba.

## Familia
Jachmann se casó el 25 de septiembre de 1852 en Quednau con su prima Anna Elisabeth Jachmann (1 de febrero de 1831 - 21 de marzo de 1912). La pareja tuvo varios hijos:
- Maria Annette (16 de junio de 1853 - 24 de diciembre de 1875), casada en 1874 con el barón Axel von Maltzahn (12 de febrero de 1849 - 8 de junio de 1928), general de división.
- Erich Wolfgang Eduard (10 de octubre de 1857 - 20 de marzo de 1935), mayor casado en 1895 con Elisabeth Esther Luise Herta Marie von Witzleben (30 de agosto de 1871 - 22 de febrero de 1937).
- Konrad Moritz-Emmanuel (5 de mayo de 1864 - 26 de marzo de 1941), teniente coronel casado con Anna Koenig.
- Siegfried Karl Alfred (28 de marzo de 1867 - 12 de mayo de 1945), contraalmirante casado en 1904 (divorciado en 1916) con la baronesa Helene (Ellen) Luise Karoline Ida von Hollen (1 de enero de 1884 - 8 de septiembre de 1936).[5]